# ژنتیک گیاهی

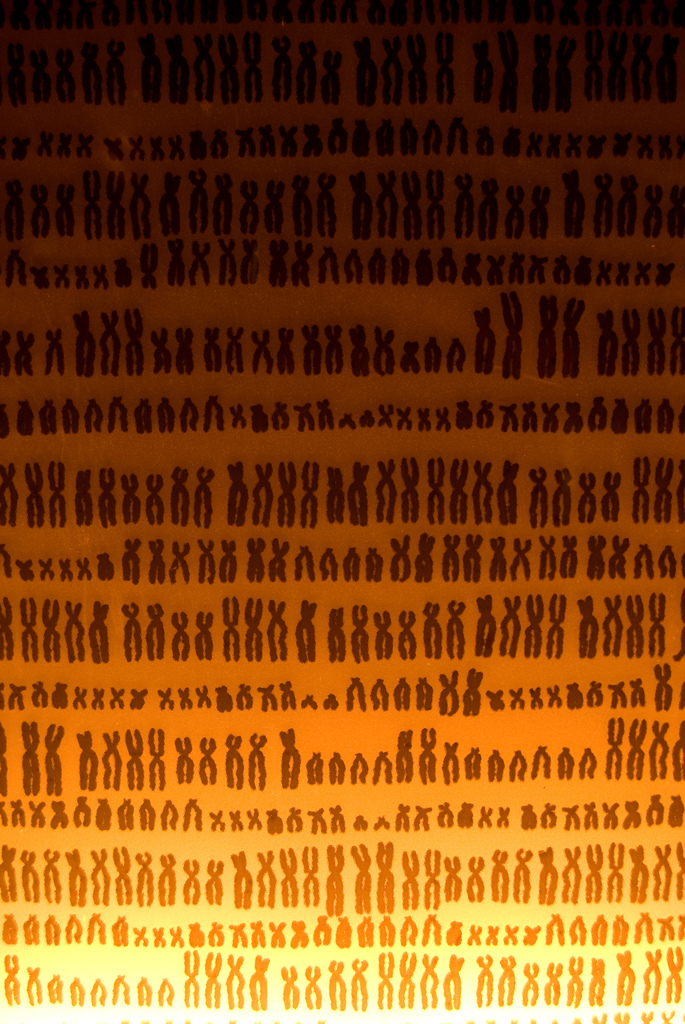
تصویری از کروموزوم‌های پرتعداد که از شماری از سلول‌ها گرفته شده‌است

ژنتیک گیاهی مطالعه ژن‌ها، تنوع ژنتیکی و وراثت به‌طور خاص در گیاهان است. ژنتیک گیاهی به‌طور کلی رشته‌ای از زیست‌شناسی و گیاه‌شناسی درنظر گرفته می‌شود، اما اغلب با بسیاری از علوم زیستی دیگر تلاقی می‌کند و به‌شدت با مطالعه سامانه‌های اطلاعاتی مرتبط است. ژنتیک گیاهی از بسیاری جهات شبیه به ژنتیک جانوری است اما در چند زمینه کلیدی متفاوت است.
کاشف ژنتیک، گرگور مندل، دانشمند پایان سده نوزدهم و یک برادر روحانی آگوستینی بود. مندل «وراثت صفات» را مطالعه کرد، الگوهایی در نحوه انتقال صفات از والدین به فرزندان. او مشاهده کرد که جانداران (به‌طور خاص نخود فرنگی) ویژگی‌هایی را به‌وسیله «واحدهای وراثت» مجزا به‌ارث می‌برند. این اصطلاح که هنوز هم امروزه مورد استفاده قرار می‌گیرد، یک تعریف تاحدی مبهم از چیزی است که به‌عنوان ژن شناخته می‌شود. بسیاری از کارهای مندل با گیاهان هنوز اساس ژنتیک گیاهی مدرن را تشکیل می‌دهد.
گیاهان مانند همه جانداران شناخته‌شده از DNA برای انتقال صفات خود استفاده می‌کنند. ژنتیک جانوران اغلب بر والدین و اصل و نسب تمرکز دارد، اما این امر گاهی در ژنتیک گیاهی دشوار است، زیرا گیاهان، بر خلاف بسیاری از جانوران، می‌توانند خودگشن باشند. به‌دلیل توانایی‌های ژنتیکی منحصربه‌فرد، مانند سازگاری خوب با پلی‌پلوئیدی، گونه‌زایی در بسیاری از گیاهان آسان‌تر است. گیاهان از این نظر منحصربه‌فرد هستند که می‌توانند کربوهیدرات‌های پرانرژی را از طریق فتوسنتز تولید کنند، فرآیندی که با استفاده از کلروپلاست انجام می‌شود. کلروپلاست‌ها، مانند میتوکندری‌ها، DNA خود را دارند. بنابراین کلروپلاست‌ها یک مخزن اضافی برای ژن‌ها و تنوع ژنتیکی و یک لایه اضافی از پیچیدگی ژنتیکی که در جانوران یافت نمی‌شود را فراهم می‌کنند.
مطالعه ژنتیک گیاهی اثرات اقتصادی عمده‌ای دارد: بسیاری از محصولات اصلی برای افزایش عملکرد، ایجاد مقاومت دربرابر آفات و بیماری‌ها، ایجاد مقاومت دربرابر علف‌کش‌ها یا افزایش ارزش غذایی، دستکاری ژنتیکی می‌شوند.